# Independence Hall

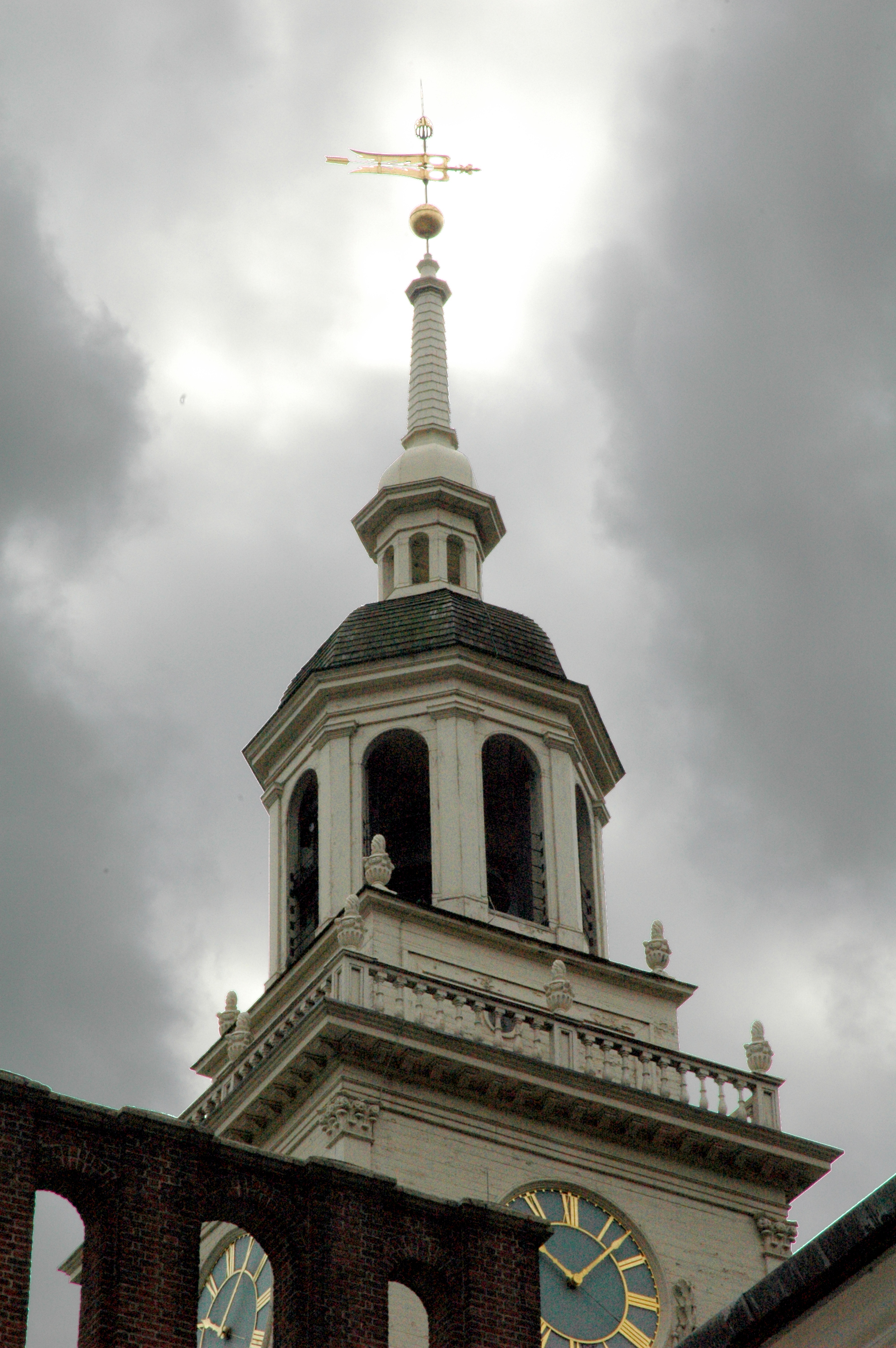
Klocktornet ovanpå Independence Hall, tidigare hängde här amerikanska frihetsklockan (Liberty Bell).

Independence Hall, officiellt känd som Pennsylvania State House, är en historisk byggnad i Philadelphia, Pennsylvania. Byggnaden uppfördes mellan 1732 och 1753 och ritades i den georgiska stilen av Edmund Wooley och Andrew Hamilton. Den beställdes av Pennsylvanias koloniala lagstiftande församling och ligger på Chestnut Street mellan 5:e och 6:e gatan. 
Independence Hall är nu en del av Independence nationalhistoriska park, vilken sköts av National Park Service och är klassad som ett världsarv. Byggnaden är avbildad på baksidan av den amerikanska 100-dollarssedeln.

## Galleri

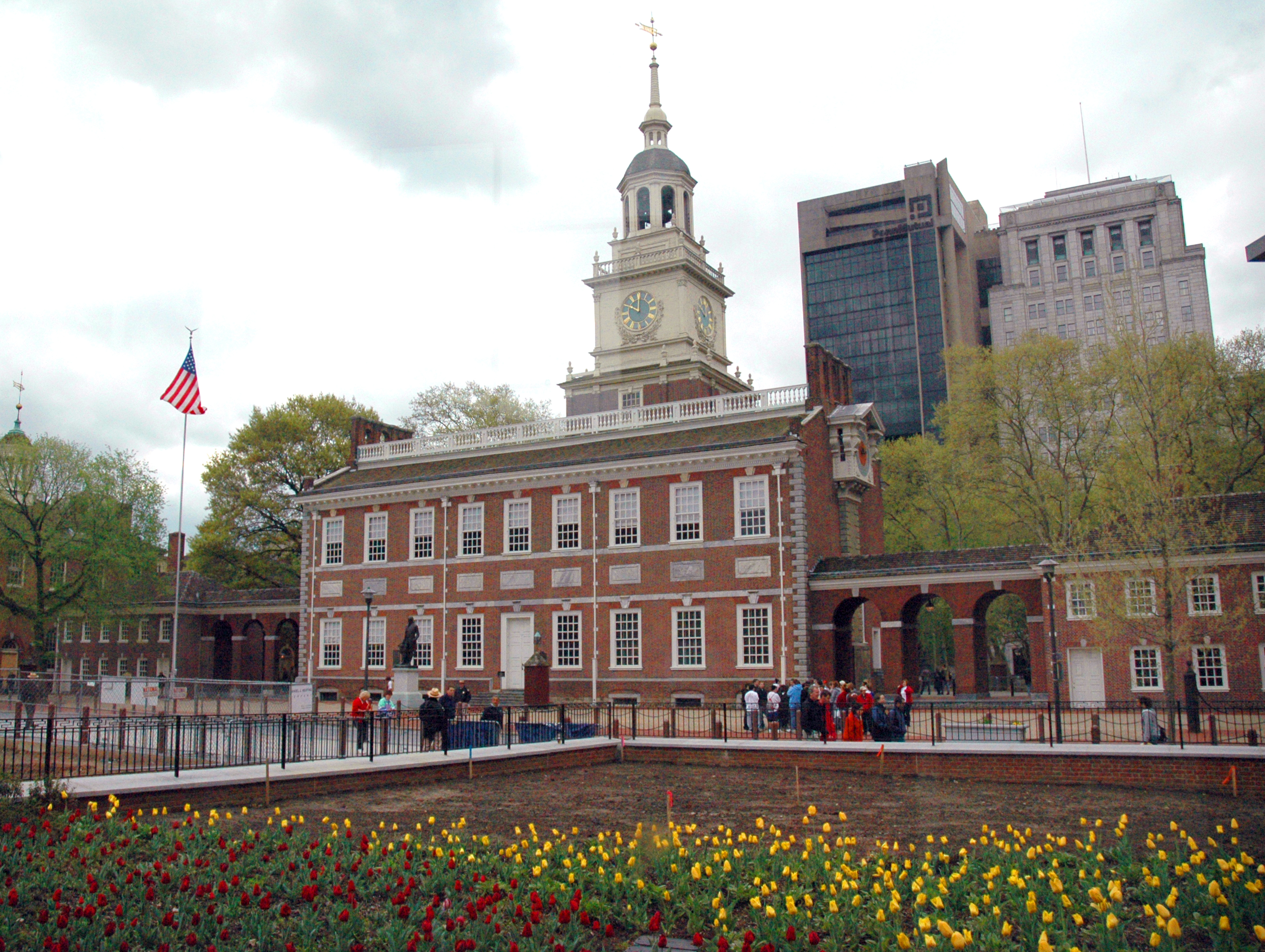
Framsidan av Independence Hall
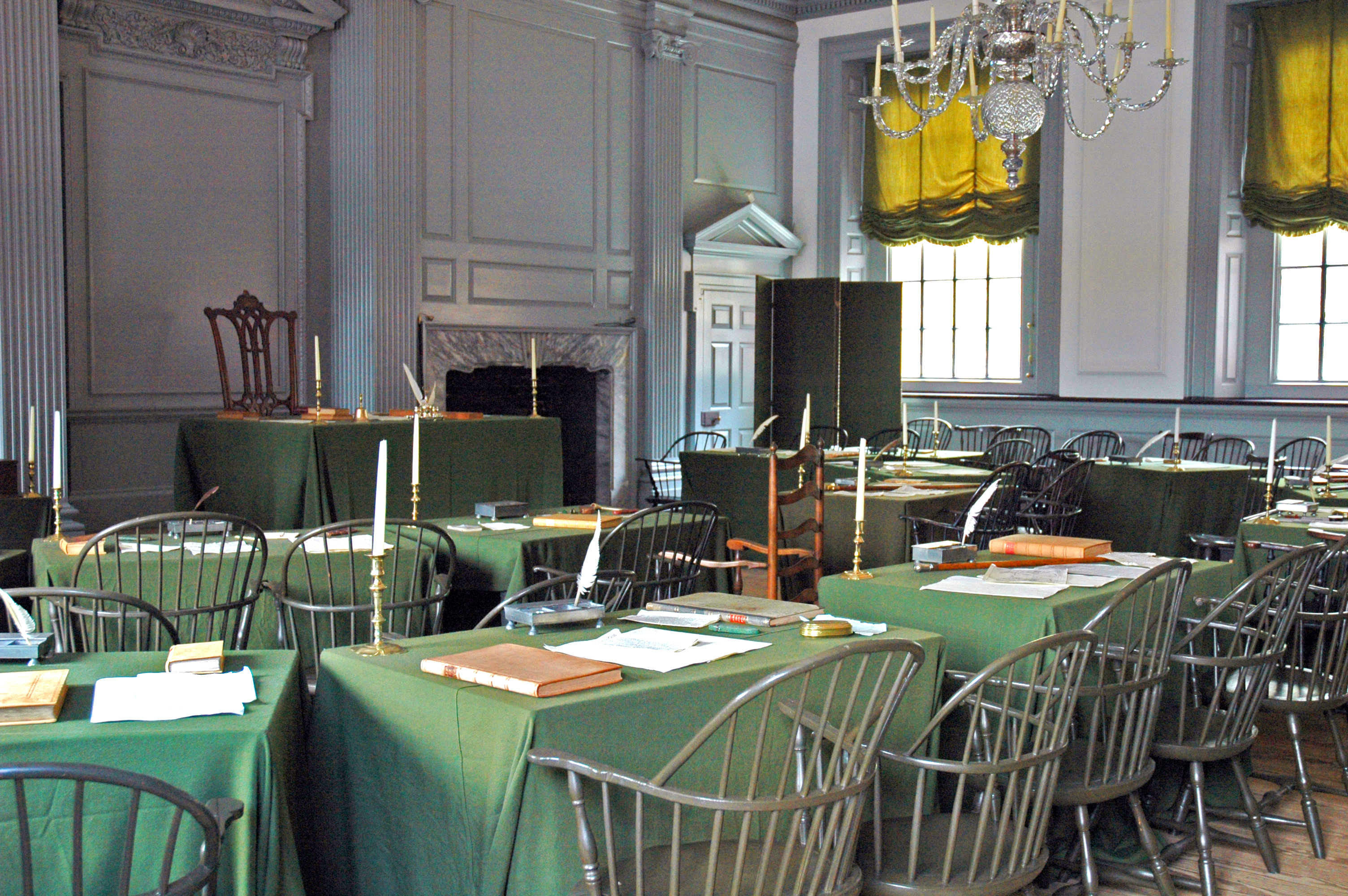
Assembly Room, i vilket både självständighetsförklaringen och konstitutionen togs fram och signerades.
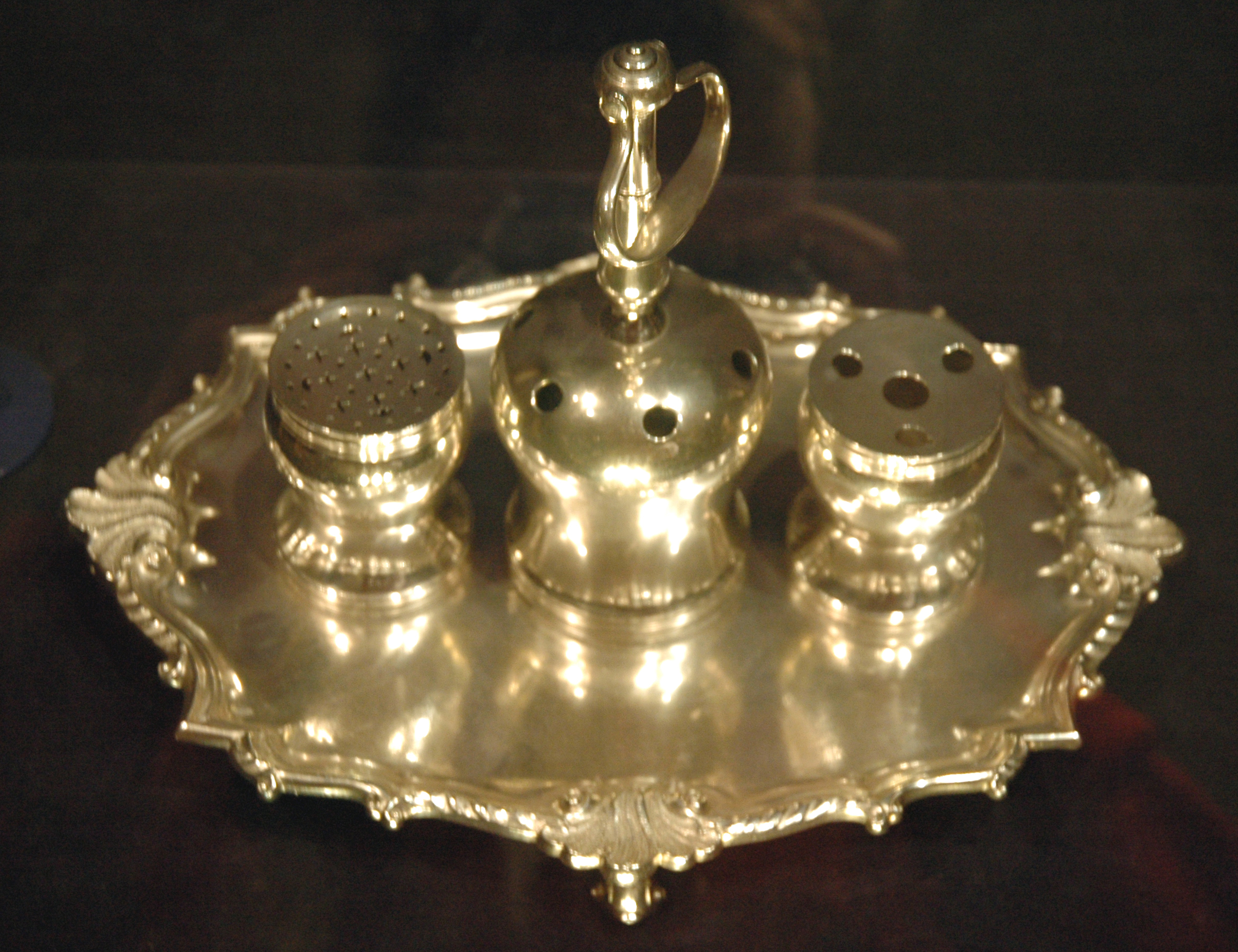
Philip Syngs bläckställ, med vilket både självständighetsförklaringen och konstitutionen signerades.
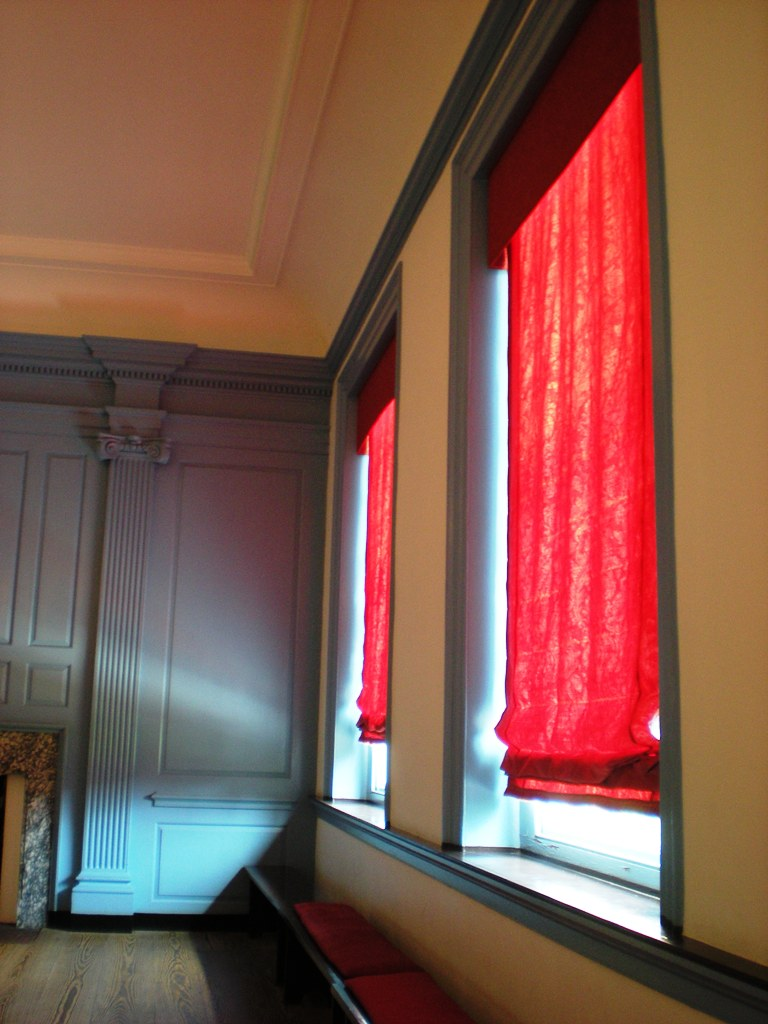
Long Hall